# Подболотня
Подболотня — опустевшая деревня в Нерехтском районе Костромской области России. Входит в состав Волжского сельского поселения.

## География
Находится в юго-западной части Костромской области на расстоянии приблизительно 14 км на восток по прямой от районного центра города Нерехта.

## История
Известна была с 1872 года, когда здесь было учтено 37 дворов, в 1907 году отмечено было 36 дворов.

## Население
| 2008 | 2010 | 2014 |
| ---- | ---- | ---- |
| 1    | ↘0   | →0   |

### Историческая численность населения
Постоянное население составляло 122 человека (1872 год), 168 (1897), 192 (1907), 1 в 2002 году (русские 100 %), 0 в 2022.